# ホープス・ダイ・ラスト
ホープス・ダイ・ラスト(Hopes Die Last)とは、イタリアのローマ市出身のポスト・ハードコアバンドである。
2004年、当時10代であったメンバーにより活動を開始した。
2017年をもってバンドは解散し、ルイージを除くメンバーにより新バンドALPHAWOLVESが結成されている。
2022年、2004-2007年時の初代結成メンバーにて復活。

## 概要
結成当初は、メロディックパンク寄りでスクリーモ要素の強い楽曲を基調としていた。しかし音楽性の広がりにより、メタリックなサウンドを交えつつ、親しみやすいクリーンパートと力強いスクリームを取り入れた方向へと変わりつつある。

## 略歴
プロフィール上の、「バチカン市国出身」とはメンバーによるジョークであり、実際はローマ市出身である。
Victory Recordsが配給を手掛けるアメリカのStand By Recordsと契約を果たすという、正式リリースのないヨーロッパのスクリーモ・バンドとしては異例の偉業を成し遂げ、デビューEP『Your Face Down Now』（08年）を発表。日本でもgarimpeiro Recordsより国内盤がリリースされる。
Enter ShikariやBring Me The Horizonといった若手の人気バンドをはじめ、Caliban、From Autumn To Ashes、THE OFFSPRINGらとヨーロッパ各地で共演を果たすなど精力的な活動を行っていた。
2008年、当時のボーカルであったNickの脱退がMySpaceのブログを通じて明かされたが、その後すぐに新ボーカルとしてDanieleの加入が発表された。2009年には自身も影響を受けたというVANILLA SKYのDaniele Autore(Vo/Gt)をプロデューサーに迎え入れ、デビューアルバム『Six Years Home』をリリースした。
2015年、ベコー、イワンは脱退し、それぞれの新プロジェクトを行う事を発表。新たにベーシストYuri Santurri、ドラマーDanilo Mennaが加入した。
2017年1月6日、バンド解散。ルイージを除いたメンバーが新バンドALPHAWOLVESを結成した。
2022年3月5日、『Silence Broken』を発表し2004-2007年時の初代結成メンバーで復活。
2023年、ヴォーカルのNickが脱退して再度Danieleが再加入。

## メンバー
- ダニエル・トファニ/Daniele Tofani-スクリームヴォーカル(2009-2017, 2023-)、クリーンヴォーカル(2015-2017)
- マルコ・"ベコー"・カランカ/Marco "Becko" Calanca-ベース、キーボード、ヴォーカル(2004-2015, 2022-)
- マルコ・マントヴァーニ/Marco Mantovani-リードギター(2004-2017, 2022-)
- ジャコポ・オマール・イアンナリエロ/Jacopo Omar Iannariello-リズムギター(2004-2008, 2022-)
- イワン・パネラ/Ivan Panella-ドラム(2004-2015, 2022-)

## 元メンバー
- ニコロ・"ニック"・アークイラ/Nicoro "Nick" Arquilla-スクリームヴォーカル(2004-2008, 2022-2023)、クリーンヴォーカル(2022-2023)
- ルイージ・マグリオッカ/Luigi Magliocca-リズムギター(2008-2017)
- ユーリ・サントゥーリ/Yuri Santurri-ベース(2015-2017)
- ダニーロ・メンナ/Danilo Menna-ドラム(2015-2017)
- ヴァレリオ・"ネクソ"・コルシ/Valerio "Nekso" Corsi-キーボード(2013)

## ディスコグラフィー

### アルバム
- シックス・イヤーズ・ホーム - 2009年8月4日
- トラスト・ノー・ワン - 2012年2月13日
  - 日本盤は2011年12月24日に発売された[4]。

### EP
- Aim For Tomorrow - 2005年
- Your Face Down Now - 2007年
- Wolfpack - 2013年
- Heartless - 2023年